# Beit Horon
Beit Horon (hebreiska: בית חורון) är en judisk bosättning på  Västbanken. Den ligger i den nordöstra delen av landet. Beit Horon ligger 625 meter över havet och antalet invånare är 1 115.
Terrängen runt Beit Horon är huvudsakligen kuperad, men österut är den platt. Runt Beit Horon är det tätbefolkat, med 947 invånare per kvadratkilometer. Närmaste större samhälle är Jerusalem, 14,4 km sydost om Beit Horon. Trakten runt Beit Horon består till största delen av jordbruksmark.